# Rödryggad spindel
Rödryggad spindel (Latrodectus hasselti), även kallad "redback-spindel" eller bara "redback", är en spindelart i släktet änkespindlar (Latrodectus). Den förekommer normalt i vilt tillstånd endast i Australien och är besläktad med andra arter av änkespindlar såsom den mer välkända sydamerikanska arten Latrodectus mactans, eller svarta änkan. 
Till skillnad från den nästan heltäckande svarta färgen hos Latrodectus mactans har den rödryggade spindeln en tydlig röd fläck på bakkroppen som talar om att den är extremt giftig. Giftet, latrotoxin, är ett starkt nervgift som vid bett ökar signalsubstanserna mellan synapserna i hjärnan och orsakar smärta och svåra kramper. Obehandlade symtom brukar klinga av efter cirka 3 dygn. 
De flesta unga, friska människor brukar klara av ett bett utan varaktiga men, men barn och äldre personer riskerar att dö. Jämfört med vissa andra arter av änkespindlar är den rödryggade spindel ej aggressiv. Den biter vanligen inte i onödan, eftersom det går åt enorma mängder energi för att producera det starka nervgiftet. Arten är heller inte speciellt snabb vilket är ett generellt drag hos änkespindlar. 
Som hos andra arter i släktet Latrodectus händer det att honan äter upp hanen efter parningen. På så sätt får honan ett extra tillskott av energi som hon kan överföra till äggen. En befruktad hona lagrar sperma i en speciell ficka. Sperman räcker till äggproduktion i upp till två år. Hon kan lägga en äggsäck varje månad. Vardera äggsäck innehåller cirka 40–300 ägg beroende på klimat och tillgång till föda.
I likhet med andra arter av svarta änkan spinner den rödryggade spindeln nät där den fångar sina byten. Födan består mestadels av insekter, men den kan även fånga och döda större djur såsom salamandrar. Spindeln "suger ut" innanmätet ur bytet. Giftet som den först har injicerat är inte bara dödande, utan påbörjar samtidigt matsmältningsprocessen som gör födan flytande. 
Honor har en medellivsländ på cirka 2–3 år och blir som mest någon centimeter lång. Hanar är betydligt mindre, cirka 3–4 mm och lever i genomsnitt cirka 6–7 månader.
Den rödryggade spindeln har även kunnat påvisas i Japan och på Nya Zeeland.